# Apaturina problematica
Apaturina problematica är en fjärilsart som beskrevs av Felix Bryk 1939. Apaturina problematica ingår i släktet Apaturina och familjen praktfjärilar. Inga underarter finns listade i Catalogue of Life.